# Leuctra occitana
Leuctra occitana är en bäcksländeart som beskrevs av Raymond Justin Marie Despax 1930. Leuctra occitana ingår i släktet Leuctra och familjen smalbäcksländor. Inga underarter finns listade i Catalogue of Life.